# Anarky
Anarky (Lonnie Machin) est un personnage de fiction créé par Alan Grant et Norm Breyfogle dans Detective Comics #608 en 1989, bande dessinée publiée par DC Comics.
Il apparaît la première fois comme adversaire de Batman. À l'origine, Anarky était prévu pour apparaître uniquement dans ce comics comme un personnage violent mais très intelligent, rationalisant ses meurtres au nom d'une cause. À la demande de Dennis O'Neil, cette première interprétation a été modifiée avant la publication, et Anarky a été décrit comme violent mais non létal, caractérisation qui est restée constante depuis lors. À la suite de la réception positive des lecteurs, Grant imagina brièvement en secret qu'Anarky se transforme en un nouveau Robin, remplaçant Jason Todd récemment décédé. Toutefois, cette idée a été abandonnée quand il a été officialisé que Tim Drake avait déjà été créé pour ce remplacement.
Les histoires autour d'Anarky sont souvent axées sur des plans aux thèmes politiques et philosophiques. Nommé d'après l'anarchisme, le personnage a été partiellement influencé par le personnage de V de V pour Vendetta d'Alan Moore. Avec l'adaptation à l'époque, Anarky a été transformé d'un personnage populiste et socialiste comme quelqu'un de rationaliste, athée, et défendant la pensée du marché libre.
Le personnage a connu une brève couverture médiatique au cours de la fin des années 1990, lorsque le dessinateur Norm Breyfogle a convaincu Alan Grant de produire une série limitée basée sur le personnage. En 1997, la série spin-off Anarky, a été reçu avec des critiques positives et de bonnes ventes. Batman: Anarky, une série mettant en vedette le personnage, suivie. Ce succès populaire n'a toutefois pas abouti financièrement. En 1999, la série Anarky a rapidement été annulée après huit numéros. Dans ce temps, une controverse eut lieu lorsque Anarky fut imaginé comme le fils biologique du Joker.
À la suite de l'annulation de la série Anarky et le départ d'Alan Grant de DC Comics, Anarky a connu une longue période d'absence dans les publications de DC, en dépit de l'intérêt des professionnels et des lecteurs pour son retour. Cette période, qui a duré près de dix ans, a été brièvement interrompu en 2005, avec son caméo dans un numéro de Green Arrow, et de nouveau en 2008 avec une apparition dans un numéro de Robin. Il est cependant apparu dans Batman: Arkham Origins en 2013.
Dans Batman Anarky de la collection DC Renaissance, la véritable identité d'Anarky est le député Sam Young, prenant l'identité d'Anarky pour se venger du Chapelier Fou ayant tué sa petite sœur. Lonnie Machin fait une apparition dans le comics mais n'est pas encore méchant.

## Apparitions dans d'autres médias
Anarky apparaît dans la série animée Beware the Batman  dans le jeu vidéo Batman: Arkham Origins et sous forme d'easter egg : un symbole anarchiste tagué dans la ville, d'une phrase d'un soldat de la milice et un a travers un objet de la salle des trophées de la GCPD dans le jeu Batman Arkham : Knight
Anarky est l'un des antagonistes de la saison 4 de la série télévisée Arrow. Il fait également une courte apparition au début du premier épisode de la saison 5.